# デデ・リンド
デデ・リンド（DeDe Lind、出生名ダイアン・リンド (Diane Lind)、1947年4月15日 - ）はカリフォルニア州ロサンゼルス出身のアメリカ合衆国のグラマーモデル。PLAYBOY誌1967年8月号のプレイメイトとして知られる。

## PLAYBOY
リンドの写真家の友人レオンがPLAYBOYのテストを受けるよう説得し、19歳で1967年8月号のプレイメイトに選ばれた。撮影はマリオ・カッシーリ (Mario Casilli) であった。しかし添えられた記事には「ミス8月」が既婚で子持ちである事には触れられていなかった。雑誌には記録的な数のファンレターが届いた。リンドはプレイメイト史上最も多くのファンレターを受け取った。
アポロ12号はリンドのカレンダーフォトを携行していた。整備作業員が司令機械船ヤンキー・クリッパーで「MAP OF A HEAVENLY BODY」とラベルを貼った写真を隠し持っていた。
彼女は1979年12月号の「Playmates Forever」、及び1980年代初めに最初の「Playmate Playoffs」特別号に登場した 。出演した最初のプレイボーイビデオにはサンタアニタパーク競馬場でウィリー・シューメーカーと共にいる彼女の競走馬や、ヨット上の彼女の正面からのフルヌードが収められている。

## 出演作
- 2004年：『Playboy: 50 Years of Playmates』 (V)
- 2000年：『Playboy: The Party Continues』 (TV)
- 1985年：『Video Centerfold: Sherry Arnett』 (V)
- 1968年：『Playboy After Dark (First Episode)』 (TV)